# 王材 (弘治進士)
王材（1461年—？年），字天成，直隸安慶府望江縣人，明朝政治人物。

## 生平
弘治二年（1489年）己酉科應天府鄉試第二十七名舉人，弘治十五年（1502年）壬戌科进士。授浙江龍遊縣知縣。正德年間，升任戶部主事、廣西平樂府知府。

## 家族
曾祖王震隆，祖王旻，父王瓊，母李氏。